# Musa Gallel J. Njadoe
Musa Gallel J. Njadoe ist ein gambischer Politiker.

## Leben
| Parlamentswahl | Stimmen | Stimmanteil |
| -------------- | ------- | ----------- |
| 1997           | 1.147   | 38,16 %     |

Musa Gallel J. Njadoe trat bei der Wahl zum Parlament 1997 als Kandidat der National Reconciliation Party (NRP) im Wahlkreis Kiang Central in der Mansakonko Administrative Region an. Mit 38,16 % konnte er den Wahlkreis vor Babanding K. K. Daffeh (UDP) für sich gewinnen. Njadoe trat zur Wahl zum Parlament 2002 nicht an, was viele aus dem Wahlkreis bedauerten.